# Lipe (Žagubica)
Pour les articles homonymes, voir Lipe.
Lipe (en serbe cyrillique : Липе) est un village de Serbie situé dans la municipalité de Žagubica, district de Braničevo. Au recensement de 2011, il comptait 8 habitants.

## Démographie
| 1948 | 1953 | 1961 | 1971 | 1981 | 1991 | 2002 | 2011 |
| ---- | ---- | ---- | ---- | ---- | ---- | ---- | ---- |
| 149  | 226  | 222  | 152  | 149  | 29   | 15   | 8    |

|  |